# 如月えれな
如月 えれな（きさらぎ えれな、2001年2月14日 - ）は、日本の元AV女優。

## 略歴・人物
2021年12月、プレステージ専属女優としてAVデビュー。
2022年5月発売の作品を最後に新作の発売はなく、引退したとみられる。
東京都出身。趣味は漫画・アニメ、特技はお洋服づくり。

## 作品

### アダルトDVD
2021年
- 新人 プレステージ専属デビュー（12月10日、プレステージ）

2022年
- 新・絶対的美少女、お貸しします。 ACT.110（1月14日、プレステージ）
- 顔射の美学 20（2月11日、プレステージ）
- 天然成分由来 如月えれな汁 120% 77（3月11日、プレステージ）
- 【プレステージ20周年特別企画】ラグジュTV×如月 えれな（4月8日、プレステージ）
- 人生初・トランス状態 激イキ絶頂セックス 59（5月13日、プレステージ）

### ネット配信
- 【初撮り】【美クビれ×美脚】【天性の奉仕好き】可愛いと綺麗を兼ね備えたスタイル抜群の現役専門学生が登場。男を悦ばせることが大好きな美少女は、ねっとりと丁寧に肉棒へ奉仕し.. ネットでAV応募→AV体験撮影 1685（2021年11月20日、シロウトTV）※「えれな」名義